# Distretto di Isandra
Il distretto di Isandra è un distretto del Madagascar situato nella regione di Haute Matsiatra. Ha per capoluogo la città di Isorana.
La popolazione del distretto è di 122 668 abitanti (censimento 2011).